# بی‌ان اسپورت
بی‌ان اسپورت (به انگلیسی: beIN Sports) یک شبکه چند ملیتی قطری از کانال‌های ورزشی است که متعلق به گروه رسانه‌ای قطری بی‌ان است. این شبکه نقش عمده ای در افزایش تجاری سازی ورزش قطر ایفا کرده‌است. رئیس آن ناصر الخلیفی و مدیر عامل آن یوسف العبیدی است.